# Christoph Wilhelm Bock

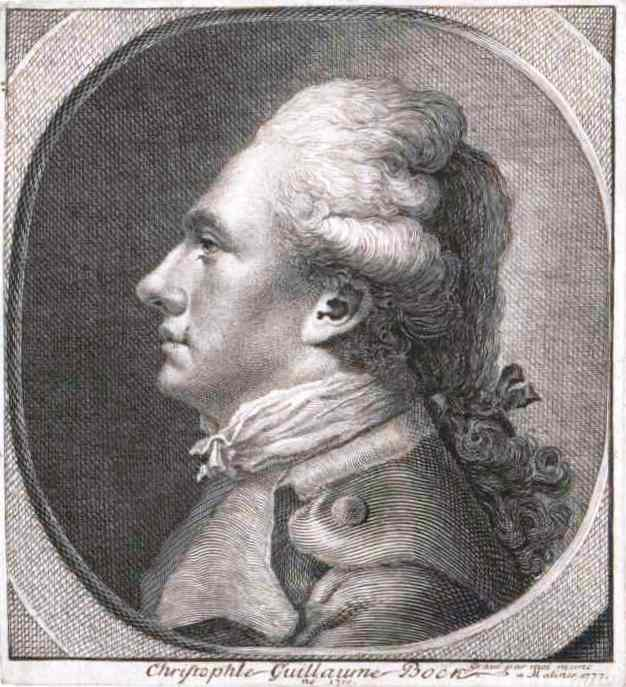
Christoph Wilhelm Bock

Christoph Wilhelm Bock (* 3. März 1755 in Nürnberg; † 17. August 1835 ebenda) war ein deutscher Maler, Zeichner und Kupferstecher.

## Leben
Bocks Vater war Zeremonienmeister (Protokollchef) des Nürnberger Stadtrats. Bock erhielt seine Ausbildung zum Kupferstecher bei Georg Martin Preissler (1700–1754), dem Direktor der Malerakademie Nürnberg und Sohn seines Amtsvorgängers Johann Daniel Preissler, und beim Kupferstecher Johann Nussbiegel (1750 bis nach 1829), anschließend in Leipzig bei Johann Friedrich Bause (1738–1814), Adam Friedrich Oeser und Christian Gottlieb Geyser. Dort machte er auch die Bekanntschaft mit Daniel Chodowiecki. Nach zwei Jahren kehrte er wieder nach Nürnberg zurück.
Mit seinem jüngeren Bruder Johann Carl Bock (1757–1843) wurde er an die Militärakademie Brüssel berufen, wo er unter dem General Graf Ferrari zwei Jahre lang an der Landkarte der österreichischen Niederlande (Belgien) arbeitete.
Anschließend reiste er nach Wien, wo er sein 1779 gestochenes Bildnis des österreichischen Kaisers Leopold II. diesem persönlich überreichen durfte. Dort bildete er sich auch bei Jacob Matthias Schmutzer weiter. Ab 1780 arbeitete er wieder in Nürnberg.
Bock fertigte hauptsächlich Porträts, aber auch Historienbilder und Landschaftsansichten als Radierungen und zwar in Punktier- und Linientechniken. Die Gesamtzahl seiner Werke wird mit etwa 1300 Stück angegeben. Mit seinem Bruder Johann Christoph Bock (1752–1830) radierte er eine Folge von 18 Landschaften nach Vorlagen von B. A. von Bemmel, einem Nachkommen des holländischen Malers Willem van Bemmel.
Bock war zweimal verheiratet, überlebte jedoch alle Angehörigen.

## Werke (Auswahl)
- Sammlung von Bildnissen gelehrter Männer und Künstler nebst kurzen Biographien derselben. Nürnberg 1791 ff.